# مهندسی پزشکی

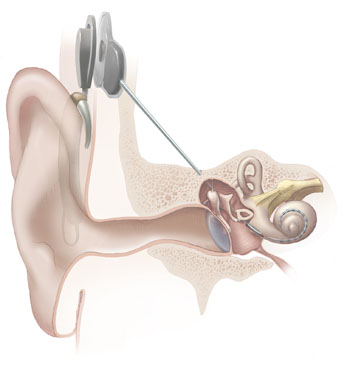
یک سامانه شنوایی مصنوعی جاسازی شده

مهندسی پزشکی یا مهندسی زیست‌پزشکی (به انگلیسی: Biomedical engineering) به دنبال ایجاد ارتباط منطقی بین علوم مهندسی و دانش پزشکی است.

## تاریخچه مهندسی پزشکی
تا پیش از سده بیستم میلادی تشخیص و درمان در زمان بیماری بر پایه بررسی حالات بیمار، بررسی سندرم‌ها و عارضه‌های مربوط و ارائه مجموع‌های از روش‌های شناخته شده مبتنی بر تجویز دارو یا اعمال برخی عمل‌های جراحی صورت می‌گرفت. اما در اوایل سده بیستم و در اوج آن در دهه‌های ۳۰ و ۴۰ مفهوم تازه‌ای در پزشکی مطرح شد. بر این اساس، ساختار بدن انسان به مشابه یک نظام بسیار هماهنگ مهندسی فرض و بیماری به عنوان عامل بی‌نظمی در این ساختار مطرح شد. به این ترتیب دانشی به عنوان مهندسی پزشکی بنیان‌گذاری شد که زمینه فعالیت آن بررسی ساختار بدن انسان به صورت سامانهیک، کشف قوانین فیزیکی و معادلات ریاضی حاکم بر اجزاء سامانه، فهم اندرکنش بین آنها، مدل‌سازی این فرایندها و بررسی تأثیر بیماری بر روی این ساختار منظم و به تبع آن ارائه روش‌های تشخیصی و درمانی مفیدتر برای بهبود بیماری‌ها بود…

## هدف مهندسی پزشکی
در مهندسی پزشکی با تلفیقی از علوم مهندسی برطرف کردن نیازهای پزشکی در زمینه ساخت و نگهداری تجهیزات و نیز ساخت ابزارهای پزشکی برای کاربردهای پیشگیری، تشخیص و درمان بیماری‌ها مد نظر است. این رشته کاربرد علوم فنی و مهندسی در یاری‌رساندن به پزشکان در تشخیص و درمان بیماری‌ها است.
مهندسی پزشکی یکی از تازه‌ترین رشته‌هایی است که قدم به عرصه دنیای فناوری جهانی نهاده و این رشته بدین منظور شکل یافته تا پزشکان را در تشخیص و درمان یاری دهد. مهندسی پزشکی دقت و تنوع در تشخیص را گسترش داده است به‌طوری‌که تشخیص بدون دستگاه‌ها امکان‌پذیر نیست. تاکنون دستگاه‌هایی از جمله EEG ،ECG ،MRI ،CT-Scan کمک بسیار بزرگی به پزشکی نموده‌اند و هم راستای وسایل تشخیصی وسایل و ملزومات درمانی گسترش یافته تا بیماران را به گونه‌ای تحت درمان قرار گیرند که می‌توان سمعک، ونتیلاتور، دیالیز (تراکافت)، فراصوت (اولتراسوند) و کاربردهای گوناگون لیزر را نام برد.

## وظایف مهندس پزشکی
مهندس پزشکی در گام‌های اولیه بهره‌برداری، تعمیر، پشتیبانی و نگهداری و تنظیم و استانداردسازی دستگاه‌های پزشکی را انجام می‌دهد و در مراحل بالاتر توسعه، ارتقاء و بهبود دستگاه‌های پزشکی یا حتی می‌تواند به طراحی و ساخت یک دستگاه و عضو مصنوعی اقدام کند. در این رشته به علت نوآوری گسترده‌ای که صورت می‌گیرد شاخه‌های تازه‌ای از مهندسی پزشکی سازمان می‌گیرند که شرح کوتاهی از زیرشاخه‌های این رشته ذکر شده است.

## گرایش‌ها
مهندسی پزشکی رشته‌ای متشکل از گرایش‌های گوناگون مهندسی و علوم پزشکی است. در نتیجه پیدایش گرایش‌های تازه این رشته دور از انتظار نخواهد بود. هم‌اکنون در ایران در مقاطع گوناگون آموزش عالی گرایش‌های زیر تدریس می‌گردند:
- مهندسی پزشکی بالینی
- بیوالکتریک
- مهندسی بیومکانیک
- بیومواد
- مهندسی بافت
- پردازش تصاویر پزشکی
- مهندسی توانبخشی
- مهندسی ورزش
- مدل‌سازی سامانه‌های فیزیولوژیکی
- ابزار دقیق در مهندسی پزشکی
- مهندسی فناوری تجهیزات آزمایشگاه تشخیص پزشکی
- مهندسی فناوری تجهیزات اتاق عمل

### مهندسی پزشکی در ایران
نام این رشته به خوبی انتخاب شده و ترکیبی صحیح از دو گروه ریاضی و تجربی است. مهندسی و پزشکی همکاری مطلوب و شایسته‌ای را در کمک به بیماران و پزشکان آغاز کرده‌اند و در این راه گام‌های مؤثری برداشته شده است که هر روزه بسیاری از خبرهای آن را در رسانه‌هایی شنیده‌اید با توجه به گسترش روزافزون سامانه‌های مهندسی در حیطه بهداشتی و پزشکی، تربیت و وجود نیروی انسانی متخصص و متبحر که آشنا به وسایل و تجهیزات پزشکی امری ضروریست.
کم‌ترین و بیشترین زمان مجاز دوره کارشناسی مهندسی پزشکی در سه گرایش بر پایه آئین‌نامه‌های دوره کارشناسی شورای عالی برنامه‌ریزی است..
شمار کل واحدهای درسی در طول دوره ۱۴۰ واحد است که شامل دروس عمومی، پایه، اصلی، تخصصی و اختیاری، به شرح زیر است:
1. دروس عمومی ۲۰ واحد
2. دروس پایه ۲۶ واحد
3. دروس اصلی ۴۷ واحد
4. دروس تخصصی ۴۷ واحد

گرایش‌ها و جهت‌گیری‌های کاری رشته مهندسی پزشکی، واقعاً گسترده است و زمینه‌های گوناگونی از الکترونیک و پردازش سیگنال و مباحث نرم‌افزاری گرفته تا طراحی، ساخت، راه‌اندازی، نصب و تعمیر دستگاه‌ها و قطعات پزشکی یا اندام مصنوعی، همچنین مواد به کار رفته در این وسایل را شامل می‌شود. جدا از این توضیحات، زمینه‌های کاری این رشته را می‌توان به ۳ بخش کلی تقسیم کرد:

#### طراحی و ساخت
- طراحی و ساخت دستگاه‌های آزمایشگاهی و الکترونیکی و تجهیزات مربوط به آن‌ها، مانند وسایل مخصوصی که با روش‌های خاص، عناصر موجود در یک نمونه (مانند نمک خون و…) را به طرز دقیقی اندازه‌گیری کند مانند اسپکتروفتومتر که با روش‌های نوینی کار می‌کنند.
- طراحی و ساخت بخش‌های مکانیکی و برقی سامانه‌های تصویرگر پزشکی، مانند سامانه‌های سونوگرافی، رادیوگرافی، سی‌تی اسکن و دیگر دستگاه‌های که تصاویر ثابت یا محرکی را از بسیاری از بخش‌های بدن به نمایش می‌گذارند.
- طراحی و ساخت سامانه‌های اندازه‌گیری پزشکی و بیمارستانی، مانند دستگاه‌های دریافت کنندة سیگنالهای مغزی (الکتروانسفالوگرام).
- طراحی و ساخت قطعات و اندام مصنوعی بدن و موادی که در طول، تشخیص، درمان بیماری‌ها به کار می‌رود.

#### تعمیر و نگهداری وبهینه‌سازی
از دیگر زمینه‌های کاری مهندسی پزشکی تعمیر، نصب، راه‌اندازی و نگهداری وسایل مورد نیاز است و البته واضح است که این نیروی مجرب باید دارای اطلاعات کافی در مورد قطعات و جزئیات کار آن وسیله یا دستگاه باشد.
در کنار این موارد، مسئله بهینه‌سازی یا تلفیق دستگاه‌ها و عملکرد آن‌ها نیز مطرح است. پروژه کنترل کامپیوتری فشار خون، یا پروژه سه‌بعدی‌سازی تصویر دستگاه MRI، جزء همین بهینه‌سازی‌ها هست. دامنه کاربری این زمینه چنان گسترده است که اکنون سالانه چندصد مقاله در معتبرترین نشریات جهانی مهندسی پزشکی در این زمینه چاپ می‌شود و بیشترین شمار پروژه‌ها بر روی موضوع تلفیق و بهینه‌سازی انجام می‌شود.

#### تشخیص بیماری و درمان
یکی از مهم‌ترین مباحث مطرح در زمینه پزشکی، بحث استفاده از لیزر در پزشکی (چه در تشخیص و چه در درمان) است. اصولاً لیزر از همان ابتدا با توجه به قابلیت‌های منحصر به فردی که داشت، به عنوان یک انتخاب خوب برای بهینه‌سازی عملکرد بسیاری از سامانه‌ها بکار گرفته شده.
استفاده از لیزر برای تشخیص ضایعات چشمی یا نمایش فشار خون در نازک‌ترین مویرگ‌ها یا سوراخ کردن یا ایجاد کانال مصنوعی در قلب، سوزاندن و بریدن برخی ضایعات درونی یا تومورهای گوناگون و… روز به روز در حال افزایش است. بحث شبکه عصبی طبیعی و درمان انواع ضایعات عصبی مانند ضایعات نخاعی با کمک تحریکات الکتریکی و با کمک علم ژنتیک نیز از بحث‌های مهم و تازه رشته مهندسی پزشکی است.
کارشناسی مهندسی پزشکی، به نوعی هم خانواده همان رشته برق و الکترونیک است و این قرابت و نزدیکی حتی در دوره‌های کارشناسی ارشد و دکترا نیز تااندازه‌ای ادامه می‌یابد؛ بنابراین یک دانشجوی مهندسی پزشکی در دوره کارشناسی تقریباً ملزوم به گذراندن تمامی دروس اصلی مجموعه مهندسی برق است و به همین خاطر، فارغ‌التحصیلان رشته مهندسی پزشکی می‌توانند گرایش‌های کارشناسی ارشد مجموعه مهندسی برق را انتخاب کنند و همپای مهندسین کنترل، مخابرات، قدرت و الکترونیک، به تحصیل در مقطع کارشناسی ارشد مهندسی برق بپردازند؛ بنابراین، عنوان مهندس پزشکی به هیچ عنوان نباید باعث شود که داوطلبان تصور کنند که این رشته بی‌ارتباط یا کم ارتباط با مباحث ریاضی و مهندسی است، چون دانشجویان این رشته به‌طور کامل با ریاضیات مهندسی پیشرفته و فیزیک در ارتباطند و از سنگین‌ترین نوع ریاضیات، به عنوان ابزار کار، دائماً بهره می‌برند، تا آنجا که دانشجویان این رشته، تا دروس ریاضیات مهندسی پیشرفته و معادله دیفرانسیل و فیزیک الکتریسیته، موج، ارتعاش و حرکت را نگذرانند، قادر به گذراندن دروس چندانی در دانشگاه خود نیستند.

### گرایش مهندسی پزشکی بالینی
مهندسی پزشکی بالینی از رشته‌های تخصصی شاخه مهندسی پزشکی است که مسئولیت پیاده‌سازی فناوری پزشکی و بهینه‌سازی خدمات بهداشتی و درمانی دارد. نقش مهندسی پزشکی بالینی شامل آموزش و نظارت تکنسین تجهیزات پزشکی، همکاری با قانون‌گذاران و بازرسان بیمارستان‌های دولتی و دادن مشاورهٔ فنی برای دیگر کارکنان بیمارستان مانند پزشکان، مدیران، فناوری اطلاعات و…. مهندس پزشکی بالینی. همچنین بر پایه تجربه‌های بالینی خود به تولیدکنندگان وسایل پزشکی در زمینه بهبود طراحی‌های آینده‌شان مشاوره می‌دهد درحالی که به عنوان ناظر بر پیشرفت قسمت‌های فنی بیمارستان‌ها، الگوهای خرید آن‌ها را با توجه به بخش تولید راهنمایی می‌کند.
توجه اصلی آن‌ها بر اجرای عملی فناوری باعث شده که مهندسین این رشته بیشتر به سمت دوباره طراحی و پیکربندی دوباره گرایش پیداکنند. به عنوان «انقلابی» تحقیق و توسعه یا ایده‌های نابی که می‌توانند خود را برای سال‌های متمادی با پزشکی بالینی وفق دهند؛ در حال حاضر در این برهه زمانی، بیشتر تلاش‌ها برای گسترش تأثیر مهندسی پزشکی بالینی در مسیر زیست‌پزشکی نوین است. مهندس پزشکی بالینی در نقش‌های گوناگون خود، ازآنجایی که به هردو دیدگاه (تولید و مصرف‌کننده) «در خط مقدم» نزدیک است و هم در ساخت و فرایند محصولات آموزش دیده است، به شکل یک «پل یا رابط» بین تولیدکننده‌های محصولات پزشکی و مصرف‌کنندگان نهایی است. بخش‌های مهندسی پزشکی بالینی بیمارستان‌های بزرگ گاهی اوقات نه تنها مهندسان زیست پزشکی را استخدام می‌کنند، بلکه از مهندسین صنعتی / سامانه برای تحقیق در عملیات‌ها، عوامل انسانی، تجزیه و تحلیل هزینه، ایمنی، و غیره کمک می‌گیرند.

### گرایشبیوالکتریک
این گرایش از مهندسی پزشکی دامنه بسیار گسترده‌ای را شامل می‌شود اما در تعریفی کوتاه، بیوالکتریک را می‌توان دانش استفاده از اصول الکتریکی، مغناطیسی و الکترومغناطیسی در زمینه پزشکی دانست؛ هم‌چنین الگوبرداری از سامانه‌های بیولوژیکی در طراحی‌های نوین مهندسی نیز در حیطه این علم قرار دارد. در واقع یک مهندس بیوالکتریک علاوه بر این که به تمام گرایش‌های مهندسی برق (به ویژه گرایش الکترونیک در مقطع کارشناسی و گرایش‌های کنترل و مخابرات در مقاطع بالاتر) با دیدگاهی از زمینه علم خود نظر دارد، از برخی از شاخه‌های مهندسی کامپیوتر و فناوری اطلاعات نیز در حیطه علم مهندسی پزشکی یاری می‌جوید. هدف از ایجاد این گرایش در مقطع کارشناسی، تربیت مهندسان الکترونیکی است که با گذراندن واحدهای درسی و آزمایشگاهی مانند فیزیولوژی، آناتومی و فیزیک پزشکی، به نوعی بلوغ ذهنی و توانایی علمی در زمینه پزشکی دست یابند. دانشجویان پس از فراگیری علوم پایه مهندسی مانند ریاضی و فیزیک و تااندازه کوتاهی علوم پایه پزشکی با مدارهای الکتریکی و روش‌های به‌کار رفته در تجهیزات پزشکی مانند سامانه‌های تصویربرداری، سامانه‌های پرتوپزشکی، سامانه‌های به‌کار رفته در اتاق عمل و بخش‌های CCU و ICU و تجهیزات الکتریکی بکار رفته در بدن آشنا می‌شوند. البته این آشنایی‌ها محدود است و برای گرفتن اطلاعات بیشتر در این زمینه، تحصیل در مقاطع بالاتر مورد نیاز است. در حال حاضر بازار کار این گرایش نسبت به سایر گرایش‌های مهندسی برق در جایگاه بهتری قرار دارد. بیشتر زمینه‌هایی که یک مهندس بیوالکتریک در آن فعالیت می‌کند عبارتند از:
- پردازش سیگنال‌های حیاتی
- پردازش تصاویر پزشکی و سامانه‌های تصویر برداری
- پردازش صوت و گفتار و طراحی سامانه‌های گفتار درمانی برای کمک به معلولین گفتاری
- مدل‌سازی سامانه‌های بیولوژیک
- طراحی بخش‌های الکترونیکی و کنترل اعضاء و اندام مصنوعی و ساخت وسایل توان بخشی
- ثبت سیگنال‌های حیاتی و طراحی سامانه‌های تصویرگر بیمارستانی
- طراحی و ساخت سامانه‌های درمانی و آزمایشگاهی پزشکی

این گرایش در ایران از بازار کار خوبی برخوردار است.

### گرایشبیومکانیک
بیومکانیک به استفاده از مکانیک کلاسیک در زمینه‌های علوم زیستی می‌پردازد. استفاده از قوانین دینامیک جامدات برای تحلیل‌های حرکتی؛ دینامیک سیالات برای ارزیابی جریان‌های درون محیط‌های زیستی؛ ترمودینامیک و انتقال حرارت برای تحلیل رفتارهای سلولی و انتقال مواد و جرم بین موجود زنده و محیط و رباتیک برای خلق وسایل تشخیصی و درمانی تازه نیازمند درک مسائل محیط‌های زنده از زاویهٔ مهندسی است.
پیشرفت در این شاخه به ساخت قلب مصنوعی، دریچه‌های قلب مصنوعی، مفاصل مصنوعی، ارتزها و پروتزها، ابزارهای کمکی تشخیصی و جراحی، درک بهتر از عملیات و کارکرد قلب، ریه، شریانها، مویرگها، استخوانها، غضروفها، تاندونها، دیسک بین‌مهره‌ای و پیوندهای سامانه اسکلتی-عضلانی بدن شده است.

### گرایشبیومواد
در این رشته به‌طور معمول بر روی تهیهٔ مواد گوناگون مصنوعی و طبیعی، طراحی روش‌های ساخت و قالب‌گیری نهایی ماده و در نهایت اصلاح مواد برای کاربرد اختصاصی در پزشکی تحقیق صورت می‌گیرد. توسعهٔ انواع مدل‌های وسایل پزشکی نیازمند انتخاب، ساخت و آزمایش مواد است که لازمهٔ آن درک و فهم درست از شیمی و فیزیک مواد و شناخت محیط بیولوژیک بدن است. به عبارت دیگر باید توجه داشت که آیندهٔ علم بیومتریال در گرو توانائی ما در فهم کشفیات تازه در شیمی، فیزیک، بیولوژی و پزشکی است.
به‌طورکلی موارد استفادهٔ بیومتریال‌ها در جایگزینی و تعویض اعضاء و اندام‌هایی از بدن است که بر اثر بیماری یا آسیب، کاربری خود را از دست داده‌اند تا از این طریق جراحت یا بیماری اعضاء مذکور التیام پذیرد، کاربری و عمل آن‌ها اصلاح شود و ناهنجاری یا وضعیت غیرطبیعی آن‌ها تصحیح گردد.
کاربرد این شاخه استفاده از بافت‌های زنده و مواد مصنوعی و کاشت آن‌ها در بدن است. انتخاب مواد صحیح برای کاشت و پیوند در بدن انسان و یکی از حساس‌ترین و مشکل‌ترین عملیات مهندسی پزشکی است. آلیاژهای فلزی، سرامیک‌ها، پلیمرها و کامپوزیت‌ها از مواد مورد استفاده در کاشت بافت‌ها مصنوعی هستند، این‌گونه مواد باید غیر سمی، غیر سرطان‌زا و از نظر شیمیایی غیرفعال و با دوام و دارای قدرت مکانیکی کافی باشند.
فارغ‌التحصیلان گرایش بیومواد با کارگیری مواد گوناگون مانند پلیمرها و سرامیک‌ها و کامپوزیت‌ها و مواد فلزی در بدن انسان و در تجهیزات پزشکی آشنا می‌شوند.
با توجه به مطالب آموزش داده شده در طول دوران تحصیل دانشگاهی، به‌طور خلاصه توانایی‌های یک مهندس بیومتریال را می‌توان بدین صورت برشمرد:
1. آشنایی کامل با دانش تولید و کاربرد مواد شامل پلیمرها، فلزات، سرامیک‌ها و کامپوزیت‌ها.
2. شناخت کافی در زمینهٔ برقراری ارتباط مواد با محیط بیولوژیک بدن مانند آناتومی و فیزیولوژی بافت‌های گوناگون بدن.
3. روش‌های اصلاح سطح، پوشش‌دهی مواد و بهینه نمودن خصوصیات سطحی.
4. آشنایی کامل با مبحث مهندسی بافت که یکی از تازهترین دستاوردهای بشر برای دستیابی به جایگزین‌های مصنوعی است.
5. آشنایی با روش‌های نوین دارورسانی و انتقال کنترل شده داروها به بدن. به عنوان مثال نحوهٔ انتقال طولانی مدت داروهای ضدبارداری (نورپلنت).
6. شناخت روش‌های تخریب پلیمرها، خوردگی فلزات و اضمحلال سرامیک‌ها.
7. آشنایی با مبحث بیوسنسورها.
8. آشنایی مقدماتی با اصول و عملکرد تجهیزات پزشکی و سامانه‌های آن.

### گرایشمهندسی بافت
این گرایش بیشتر در زمینهٔ پزشکی و در گسترهٔ میکروسکوپیک می‌پردازد. در این شاخه تخصص در آناتومی، بیوشیمی و مکانیک سلول‌ها و ساختارهای درون سلولی برای درک بیشتر در فرایند بیماری توانایی داخل‌شدن به بخش‌های ویژه سلول لازم است. هدف این شاخه که در اواخر سده بیستم پایه‌گذاری شده است، بررسی و تهیه مدل‌های ایده‌آل از ماکرومولکول‌ها و ساختار سلولی است که منجر به درک بهتر پدیده‌های درون‌یاخته‌ای و همچنین فهم عمیق‌تر مکانیسم تأثیر عملکرد ناصحیح آن‌ها در بروز حالات بیماری می‌شود. به علاوه این مدل‌ها سبب ارزیابی مؤثرتر فرضیه‌ها و نظریه‌های درمانی مانند طراحی انواع پروتئین‌ها با خصوصیات منحصر به فرد لیگاند-رسپتوری می‌گردد. از جمله اهداف دیگر این شاخه، بررسی و مدل‌سازی ساختار سلول و فرایند بازیابی جراحات در بافت‌های آسیب‌دیده به منظور ارائه روش‌های درمانی بهینه‌تر برای تقلیل و رفع ضایعات بافتی و همچنین تولید نمونه‌های مصنوعی برای جایگزینی آن‌ها است. به این منظور علل و مکانیسم‌های تبدیل سلول‌های بنیادی به بافت‌ها و ارگان‌های گوناگون بررسی و با استفاده از مدل‌های بدست آمده بافت‌های آسیب دیده ترمیم یا در خارج از بدن به صورت مصنوعی تولید می‌شود. از جمله این بافت‌ها و ارگان‌ها می‌توان به استخوان، غضروف، کبد، پانکراس، پوست و رگ‌های خونی اشاره کرد.

### گرایش پردازش تصاویر پزشکی
در این رشته اطلاعات جمع‌آوری شده در تغییرات پدیده‌های فیزیکی در بدن را با بهره‌گیری از فناوری تحلیل پردازش الکتریکی و سرعت بالای آن تجزیه و تحلیل می‌کنند و به صورت یک تصویر درمی‌آورند و اغلب این تصاویر را می‌توان با اعمال غیرتهاجمی (بدون آسیب) بدست آورد به نحوی که هیچ اثر دردی برای بیمار نداشته باشد.
در این گرایش تهیه تصویر از اجزاء ایستای بدن مانند استخوان‌ها و بافت‌ها و ادغام ویژگی‌های منحصر به فرد حالت‌های گوناگون تصویربرداری مانند CT و MRI برای تهیه تصاویر گویاتر مانند تصاویر سه‌بعدی و همچنین ارائه الگوریتم‌های پردازشی برای مدل‌سازی بافت‌های سالم و ضایعات آن‌ها برای ارائه روش‌های تشخیصی دقیق‌تر و غیرتهاجمی مورد بررسی قرار می‌گیرد. همچنین بررسی فیزیولوژی و حرکت بافت‌های دینامیک در بدن مانند قلب و عروق از طریق تصویربرداری عملکردی (Functional Imaging) و روش‌های بی‌درنگ (Real Time) و همچنین مدل‌سازی این رفتارها در بافت‌های سالم و ناسالم در برای تشخیص بهتر ناهنجاری‌ها و تصویربرداری مولکولی به منظور بررسی موقعیت، ساختار و حرکت مولکول‌ها (مانند مولکول‌ها و سلول‌های سرطانی) و توجیه این حرکات بر پایه الگوریتمهای آماری و همچنین بررسی و مدل‌سازی مکانیسم‌های گوناگون حیات در سطح مولکولی به صورت غیرتهاجمی برای ارائه روش‌های درمانی دقیق‌تر مانند طراحی آنتی‌بادی‌ها و ردیابی آن‌ها برای از بین بردن بهتر مولکول‌ها، و سلول‌های مهاجم و تقلیل آسیب به سلول‌های سالم بدن مورد نظر است.

### گرایش مهندسی توانبخشی
یک شاخه تازه و توسعه یافته مهندسی پزشکی است. متخصصان این رشته به بالا بردن توانایی‌ها و بهبود بخشیدن به کیفیت زندگی افراد کمک می‌کند و با توجه به پیشرفت فناوری به طراحی گجت‌های تازه و روش‌های نوین برای سکونت، ارتباط و… کمک می‌نماید. پس از ساخت دستگاه نیروسنج ایزومتریک با قابلیت بیوفیدبک توسط ابوالفضل حاجی حسن‌خان، انقلابی در این شاخه به وجود آمد زیرا قدرت بیان کمی مقدار بهبود بیمار را بیان می‌کرد

### گرایش مدل‌سازی سامانه‌های فیزیولوژیکی
در این زمینه سعی می‌شود با استفاده از قوانین موجود در مهندسی و روش‌های پیشرفته و ابزار لازم یک طرح کلی و جامع از ارگان‌های زنده، از باکتری گرفته تا انسان، تهیه می‌کنند. در این رشته برای تحلیل اطلاعات حاصل از آزمایش‌ها و فرمول‌بندی کردن جزئیات فیزیولوژیکی با روابط ریاضی، از مدل‌سازی کامپیوتری استفاده می‌شود. سامانه‌های زنده دارای یک مجموعه بسیار با قاعده به همراه بازخورد برای کنترل خود هستند. ازجمله علومی که با مدل‌سازی سامانه‌های بیولوژیکی در بستره مهندسی پزشکی با یک فرمت تازه می‌توان تحلیل کرد علوم پزشکی مشرق زمین است فی‌الجمله طب سنتی ایران و چین که گستره‌ای از پارامدیک دست نیافته است و شاید به علت قدمتش با پزشکی نوپای غربی همپا نشده و سرشار از رموز و اسرار است.

### گرایش ابزار دقیق در مهندسی پزشکی
کاربردی است از الکترونیک در تشخیص و بررسی ساختار بیماری‌ها، رایانه‌ها بخش اصلی این گرایش را بر عهده دارند سامانه‌های تصویر پزشکی به وسیله مهندسان این رشته ساخته می‌شوند.

#### گرایش مدیریت فناوری اطلاعات پزشکی
دوره کارشناسی ارشد فناوری اطلاعات پزشکی به عنوان گرایش تازه از رشته مهندسی پزشکی پیشنهاد شده است. ضرورت وجود اطلاع‌رسانی پزشکی در زمینه پزشکی در دهه‌های گذشته از عوامل مهم در توجیه فناوری اطلاعات به عنوان یک رشته کاربردی مهم در دهه اخیر بوده است. نظر به گسترش سریع زمینه فناوری اطلاعات مدیریت در این زمینه اهمیت روزافزونی یافته است. فناوری اطلاعات پزشکی هم‌اکنون از زمینه‌های مهم فناوری اطلاعات است و طبیعتاً مدیریت فناوری اطلاعات در این زمینه اهمیت زیادی دارد.
طول دوره و شکل نظام
دست کم طول این دوره ۴ نیم‌سال است، بدین معنی که دانشجویانی که ناچار به گرفتن دروس جبرانی نیستند، چنانچه کار درسی و تحقیقاتی خود را به نحو مطلوبی انجام دهند، می‌توانند دوره را در۴ نیم‌سال به پایان برسانند.
نظام آموزشی آن واحدی است و مدت تدریس ۱ واحد نظری ۱۷ ساعت است.
شمار واحدهای درسی
دانشجو برای تکمیل دوره کارشناسی ارشد فناوری اطلاعات و مدیریت به صورت مجازی باید دست کم ۳۲ واحد درسی و تحقیقاتی به‌شرح زیر با موفقیت بگذراند.
- اصلی * ۲۷ درس
- اختیاری * ۴ درس
- پروژه تحقیق یا دروس معادل* ۳ واحد
- جمع ۳۲ واحد

علاوه بر موارد بالا هر دانشجو این دوره که قبلاً در دوره کارشناسی، دروس جبرانی را نگذرانده باشد، باید با موفقیت آن‌ها را بگذراند، از دروس جبرانی واحدی به دانشجو تعلق نمی‌گیرد.

### دروس مهندسی پزشکی
دوره کارشناسی مهندسی پزشکی شامل ۱۴۰ واحد درسی که ۲۰ واحد عمومی، ۲۶ واحد پایه، ۴۷ واحد اصلی و ۴۷ واحد تخصصی است و مهم‌ترین دروس این رشته که تسلط در آن‌ها، آینده شغلی و ورود به بازار کار را تضمین می‌کند عبارتند از:
- ریاضی عمومی
- معادلات دیفرانسیل
- فیزیک عمومی
- برنامه‌نویسی کامپیوتر
- آمار حیاتی و احتمالات
- محاسبات عددی
- استاتیک و مقاومت مصالح در مهندسی پزشکی
- ریاضیات مهندسی
- مقدمه‌ای بر مهندسی پزشکی زیستی
- تجهیزات عمومی بیمارستان‌ها و کیلینیک‌های پزشکی
- مدارهای الکتریکی
- الکترونیک
- مدارهای منطقی
- بهداشت عمومی
- اصول توانبخشی وسایل و دستگاه‌ها
- اصول و کلیات مدیریت خدمات بهداشتی ـ درمانی
- اصول سیستم‌های رادیولوژی و رادیوتراپی
- فیزیولوژی
- آناتومی
- فیزیک پزشکی
- زبان تخصصی مهندسی پزشکی
- بیوفیزیک
- کارورزی
- پروژه
- و …